# Ngkesill
Ngkesill (auch: Geseru-tō, Kesill Island, Ngethil, Ngkesiil, Ng Kesill Island) ist eine Insel im Inselstaat Palau im Pazifischen Ozean.

## Geographie
Die Insel im Gebiet des administrativen Staates Airai (d. h. ein Verwaltungsgebiet) liegt in einer Bucht im Süden von Babeldaob. Zusammen mit Dlebebai und Chesechosou bildet sie den Übergang zwischen Garreru am Kanal Toachel Mid (W) und Orrak im Osten. Die Insel liegt innerhalb des Schutzgebietes Airai State Conservation Area und gehört zu den Rock Islands. Die Küstenlinie ist durch Mangrovenbestand und die zerklüftete Struktur der ehemaligen Riffkrone geprägt. Die Insel ist dicht bewaldet und unbewohnt.